# Buurmalsen

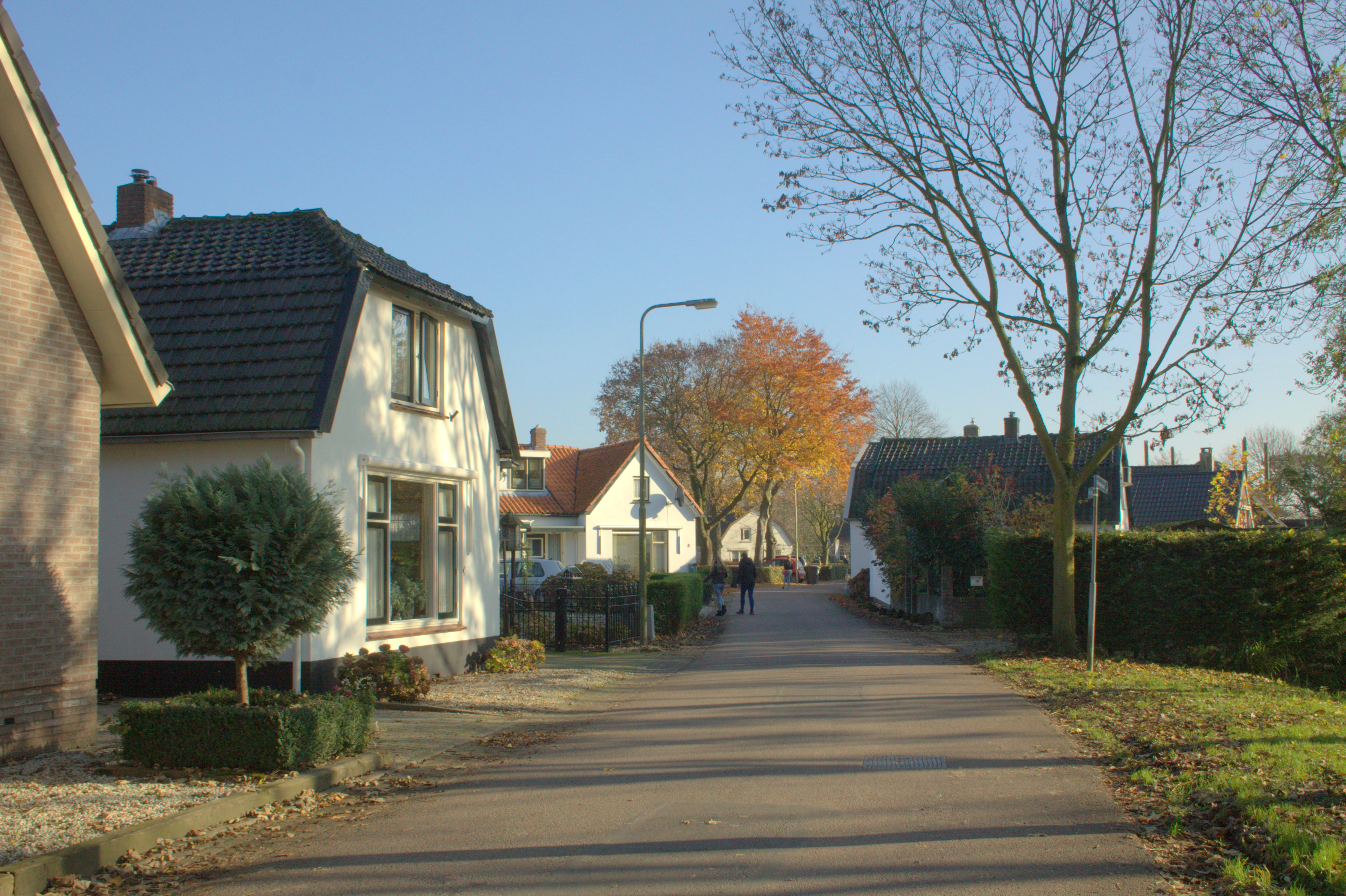

Buurmalsen est un village appartenant à la commune néerlandaise de West Betuwe, dans la province de Gueldre. Le 1er janvier 2006, le village comptait 1 058 habitants.
Buurmalsen a constitué une commune indépendante jusqu'au 1er janvier 1978, date de son rattachement à Geldermalsen. Déjà de 1812 à 1818, Buurmalsen avait temporairement été rattaché à Geldermalsen. Buurmalsen est jumelée avec la commune française de Châtillon-Coligny dans le département du Loiret.

## Histoire
Buurmalsen faisait à l'origine partie de la seigneurie de Buren, contrairement à l'autre Malsen, qui était la propriété de Gueldre. Buurmalsen a formé sa propre banque d'échevin avec Tricht. Le 1er janvier 1812, elle fut ajoutée à la commune de Geldermalsen, puis le 1er janvier 1818, elle redevint indépendante. Le 1er janvier 1978, la municipalité a été dissoute. La majeure partie de la municipalité est devenue une partie de la municipalité de Geldermalsen, qui est redevenue une partie de la municipalité de West Betuwe, le 1er janvier 2019. Une petite partie, la partie à l'est de la ligne Rijksstraatweg - Nieuwe Steeg - Bulksteeg, est devenue une partie de la municipalité de Buren.
Le dernier maire de la commune de Buurmalsen était M. J.C. Sanders, qui était en fonction du 16 janvier 1950 au 1er janvier 1978.

## Uberan Malsna
Le 12 août 850, Ludger van Utrecht mentionne dans un document (Oorkondenb. Sticht Utrecht, n ° 67) que le comte Balderik a fait don de biens à l'église d'Utrecht, y compris Uberan Malsna, Malsna mansus duos. Cet Uberan Malsna, Malsen supérieur (1347), Overmalsen (1400) fait référence à l'actuel Buurmalsen. À l'époque, il appartenait à la seigneurie de Buren, contrairement à Malsen sur la rive sud du Linge, qui s'appellerait plus tard Geldermalsen après son rattachement à la Gueldre en 1253. La tradition veut que l'église de Buurmalsen ait été fondée par Suitbert, un compagnon de Willibrord d'Utrecht, le 24 septembre 696.

## La famille Van Malsen
Au XIVe siècle, il y a un Nicolaas ou Claes van Malsen, qui en 1326 reçoit en prêté le château de Malsen. Ce Nicolaas prospéra à Tricht en 1344 et fut mentionné la même année comme premier voisin dans un acte par lequel diverses parcelles de terrain de l'église de Buurmalsen furent vendues au monastère de Mariënweerd. D'autres personnes avec le nom de Van Malsen apparaissent dans ce siècle (à partir de 1295) comme chevaliers, propriétaires terriens à Buurmalsen et à Tricht, juges à Malsen et l'un est même appelé "cousin" du seigneur de Buren. Le blason de la famille Van Malsen, qui remonte à Claes van Malsen, seigneur de Well, est connu et décrit comme "une barre d'argent, la barre oblique gauche, sur un champ de gueules, rouge". S'il y a un lien ici avec le La famille Van Cuyk / Kuyk (principalement installée à Geldermalsen et à Meteren) est inconnue. Cela pourrait être dû au fait que les descendants de cette famille s'appelaient Van Malsen. Quoi qu'il en soit, les armoiries de l'ancienne commune de Buurmalsen sont aujourd'hui largement utilisées comme les armes officielles et il est stipulé également que l'image doit être munie d'une inscription sur le bord avec le texte: "Municipalité de Buurmalsen". Dans la pratique, cette inscription sur le bord a souvent été omise car elle ne correspond pas au format habituel des blasons.